# Stazione di Ahrensfelde
La stazione di Ahrensfelde è una stazione servita dalla S-Bahn nel   distretto Marzahn-Hellersdorf di Berlino. Si trova al confine con Berlino, appena fuori dal comune di Ahrensfelde, nello stato del Brandeburgo. Dispone di tre marciapiedi, una piattaforma laterale per la S-Bahn e una piattaforma centrale per i servizi Regionalbahn e S-Bahn.

## Storia
La stazione fu aperta simultaneamente alla ferrovia Berlino-Wriezen il 1º maggio 1898, ma nel corso degli anni non fu mai all'interno del comune di Ahrensfelde. Inizialmente i locali della stazione erano nel "Gutsbezirk" (un distretto rurale di proprietà e controllato da un proprietario terriero) di Falkenberg, che sotto il Greater Act divenne parte del distretto di Weissensee. Nel 1979, divenne parte del nuovo distretto di Marzahn che, nel 2001, divenne distretto di Marzahn-Hellersdorf.